# جيمس بورتون
جيمس بورتون (بالإنجليزية: James Burton)‏ هو لاعب كرة قدم أمريكية أمريكي، ولد في 27 أبريل 1971 في توررانسي في الولايات المتحدة.

## وصلات خارجية
- جيمس بورتون على موقع مرجع كرة القدم المحترفة.كوم (الإنجليزية)